# Велика алеја (Сарајево)
| Велика алеја                               | Велика алеја          |
| ------------------------------------------ | --------------------- |
|                                            |                       |
| Почетак                                    | Бањски комплекс Илиџа |
| Крај                                       | Врело Босне           |
| Дужина                                     | 3500 m                |
| Ширина                                     | m                     |
| Створена                                   | око 1888.             |
| Названа                                    | Велика алеја          |
|                                            |                       |
|                                            |                       |
| Дрворед платана и кестена на Великој алеји |                       |

Велика алеја атрактивно је шеталиште које се протеже од бањског комплекса на Илиџи до најпопуларнијег сарајевског излетишта, Врела Босне.

## О Великој алеји
Шеталиште је дугачко око 3,5 km и са обе стране је оивичено са око 3000 стабала кестена и платана који су стари више од сто година. Алеја се налази у подножју планине Игман, тако да је температура нижа за неколико степени него у граду. Једним делом Алеје налазе се старе луксузне виле подигнуте још за време аустоугарске владавине Босном и Херцеговином. Због ниже температуре током врелих летњих дана ово место је било идеално за одмор високог друштва. Велика алеја налази се у склопу заштићеног Споменика природе Врело Босне и то у другој зони заштите, као и у водозаштитној зони. Присуство вила даје посебну културно-историјску вредност овом комплексу. Ту је саграђено више типова вила. Један тип су виле са чардацима и кулама, а друге су правоугаоне основе где су спрат и поткровље с фасадом у скелетној дрвеној конструкцији.

### Пешачка зона
Алеја је затворена за саобраћај, тако да је идеална за шетњу, трчање, вожњу бициклом.
Атракција је вожња фијакером који овим шеталиштем возе још од 1895. године.

### Дрворед кестена и платана
Дуж читаве алеје су засађени платани и кестенови у двоструком низу. Алеја кестена сађена је 1888. године, а четири године касније засађена су стабла платана. Стабла су густо сађена, тако да је то утицало на формирање крошњи у виду високог тунела од бањског парка Илиџа до Врела Босне.
Првобитно је засађено 726 стабала платана, али је данас сачувано 630. Дрворед алеји даје посебну драж и лепоту упркос густој садњи.
- Дрворед кестена и платана
- Дрворед
- Дрворед

## Великом алејом
- Велика алеја
- Дрворед
- Дрворед
- Дрворед

- Фијакери
- Фијакери
- Вила
- Фијакери на крају Велике алеје код Врела Босне
- Велика алеја
- Велика алеја